# ویلگومووا
ویلگومووا (به لاتین: Wilgomuwa) یک منطقهٔ مسکونی در سری‌لانکا است که در استان مرکزی (سری‌لانکا) واقع شده‌است.